# Lekkoatletyka na Letnich Igrzyskach Olimpijskich 1988 – bieg na 400 m przez płotki kobiet
Bieg na 400 metrów przez płotki kobiet podczas XXIV Letnich Igrzysk Olimpijskich w Seulu rozegrano 25 (eliminacje), 26 półfinały) i 28 września 1988 (finał) na Stadionie Olimpijskim. Zwyciężczynią została reprezentantka Australii Debbie Flintoff-King, która w finale ustanowiła rekord olimpijski uzyskując czas 53,17 s.

## Rekordy
|                   | Zawodniczka         | Narodowość | Czas  | Data                  | Miejsce     |
| ----------------- | ------------------- | ---------- | ----- | --------------------- | ----------- |
| Rekord świata     | Marina Stiepanowa   | ZSRR       | 52,94 | 17 września 1986(dts) | Taszkent    |
| Rekord olimpijski | Nawal El Moutawakel | Maroko     | 54,61 | 8 sierpnia 1984(dts)  | Los Angeles |

## Wyniki
| Poz. - pozycja |
| – rekord świata \| – rekord krajowy \| – rekord życiowy \| = – wyrównany rekord życiowy \| · – najlepszy wynik w sezonie \| = – wyrównany najlepszy wynik w sezonie \| – rekord olimpijski |
| Fn – falstart \| DNF – nie ukończyła \| DNS – nie wystartowała \| DSQ – zdyskwalifikowana                                                                                                  |

### Eliminacje
Rozegrano pięć biegów eliminacyjnych. Do półfinałów awansowały po trzy najlepsze zawodniczki z każdego biegu (Q) oraz jedna z najlepszym czasem spośród pozostałych (q).

#### Bieg 1
| Poz. | Zawodniczka       | Narodowość               | Rezultat | Uwagi |
| ---- | ----------------- | ------------------------ | -------- | ----- |
| 1    | Susanne Losch     | NRD                      | 55,90    | Q     |
| 2    | Tatjana Ledowska  | ZSRR                     | 55,91    | Q     |
| 3    | Elaine McLaughlin | Wielka Brytania          | 56,11    | Q     |
| 4    | Rose Tata-Muya    | Kenia                    | 56,18    |       |
| 5    | Marie Womplou     | Wybrzeże Kości Słoniowej | 57,35    |       |
| 6    | Christine Wynn    | Kanada                   | 58,00    |       |
| 7    | P. T. Usha        | Indie                    | 59,55    |       |

#### Bieg 2
| Poz. | Zawodniczka      | Narodowość | Rezultat | Uwagi |
| ---- | ---------------- | ---------- | -------- | ----- |
| 1    | Sabine Busch     | NRD        | 55,96    | Q     |
| 2    | Gretha Tromp     | Holandia   | 56,11    | Q     |
| 3    | Genowefa Błaszak | Polska     | 56,18    | Q     |
| 4    | Jenny Laurendet  | Australia  | 56,44    |       |
| 5    | Rosey Edeh       | Kanada     | 56,59    |       |
| 6    | Ruth Kyalisima   | Uganda     | 59,62    |       |
| 7    | Nenita Adan      | Filipiny   | 1:01,92  |       |

#### Bieg 3
| Poz. | Zawodniczka          | Narodowość        | Rezultat | Uwagi |
| ---- | -------------------- | ----------------- | -------- | ----- |
| 1    | Ellen Fiedler        | NRD               | 54,58    | Q,    |
| 2    | Anita Protti         | Szwajcaria        | 54,81    | Q,    |
| 3    | Tatjana Koroczkina   | ZSRR              | 55,04    | Q     |
| 4    | LaTanya Sheffield    | Stany Zjednoczone | 55,61    | q     |
| 5    | Maria Usifo          | Nigeria           | 55,99    |       |
| 6    | Helga Halldórsdóttir | Islandia          | 58,99    |       |
| 7    | Kim Sun-ja           | Korea Południowa  | 59,78    |       |

#### Bieg 4
| Poz. | Zawodniczka          | Narodowość        | Rezultat | Uwagi |
| ---- | -------------------- | ----------------- | -------- | ----- |
| 1    | Debbie Flintoff-King | Australia         | 54,99    | Q     |
| 2    | Cristina Pérez       | Hiszpania         | 55,29    | Q,    |
| 3    | Sally Gunnell        | Wielka Brytania   | 55,44    | Q     |
| 4    | Irmgard Trojer       | Włochy            | 55,74    | [ 4 ] |
| 5    | Leslie Maxie         | Stany Zjednoczone | 57,60    |       |
| 6    | Barbara Johnson      | Irlandia          | 58,61    |       |
| 7    | Chang Feng-hua       | Chińskie Tajpej   | 1:00,16  |       |

#### Bieg 5
| Poz. | Zawodniczka            | Narodowość        | Rezultat | Uwagi |
| ---- | ---------------------- | ----------------- | -------- | ----- |
| 1    | Gudrun Abt             | RFN               | 55,72    | Q     |
| 2    | Schowonda Williams     | Stany Zjednoczone | 55,98    | Q     |
| 3    | Chantal Beaugeant      | Francja           | 56,03    | Q     |
| 4    | Sally Hamilton-Fleming | Australia         | 56,08    |       |
| 5    | Liliana Chalá          | Ekwador           | 57,15    |       |
| 6    | Semra Aksu             | Turcja            | 57,20    |       |
| 7    | Simone Laidlow         | Wielka Brytania   | 59,28    |       |

### Półfinały
Rozegrano dwa biegi półfinałowe. Do finału awansowały po cztery najlepsze zawodniczki z każdego biegu.

#### Bieg 1
| Poz. | Zawodniczka          | Narodowość        | Rezultat | Uwagi |
| ---- | -------------------- | ----------------- | -------- | ----- |
| 1    | Debbie Flintoff-King | Australia         | 54,00    | Q,    |
| 2    | Tatjana Ledowska     | ZSRR              | 54,01    | Q     |
| 3    | LaTanya Sheffield    | Stany Zjednoczone | 54,36    | Q     |
| 4    | Sally Gunnell        | Wielka Brytania   | 54,48    | Q,    |
| 5    | Anita Protti         | Szwajcaria        | 54,56    | [ 3 ] |
| 6    | Susanne Losch        | NRD               | 55,56    |       |
| 7    | Genowefa Błaszak     | Polska            | 56,76    |       |
| 8    | Gretha Tromp         | Holandia          | 57,57    |       |

#### Bieg 2
| Poz. | Zawodniczka        | Narodowość        | Rezultat | Uwagi |
| ---- | ------------------ | ----------------- | -------- | ----- |
| 1    | Ellen Fiedler      | NRD               | 54,28    | Q     |
| 2    | Tatjana Koroczkina | ZSRR              | 54,46    | Q     |
| 3    | Gudrun Abt         | RFN               | 54,52    | Q,    |
| 4    | Sabine Busch       | NRD               | 54,71    | Q     |
| 5    | Cristina Pérez     | Hiszpania         | 55,23    | [ 3 ] |
| 6    | Elaine McLaughlin  | Wielka Brytania   | 55,91    |       |
| 7    | Schowonda Williams | Stany Zjednoczone | 56,71    |       |
| 8    | Chantal Beaugeant  | Francja           | 56,94    |       |

### Finał
| Poz. | Zawodniczka          | Narodowość        | Rezultat | Uwagi       |
| ---- | -------------------- | ----------------- | -------- | ----------- |
| 1    | Debbie Flintoff-King | Australia         | 53,17    | [ 1 ] [ 6 ] |
| 2    | Tatjana Ledowska     | ZSRR              | 53,18    |             |
| 3    | Ellen Fiedler        | NRD               | 53,63    |             |
| 4    | Sabine Busch         | NRD               | 53,69    |             |
| 5    | Sally Gunnell        | Wielka Brytania   | 54,03    | [ 5 ]       |
| 6    | Gudrun Abt           | RFN               | 54,04    | [ 5 ]       |
| 7    | Tatjana Koroczkina   | ZSRR              | 54,39    |             |
| 8    | LaTanya Sheffield    | Stany Zjednoczone | 55,32    |             |